# Patton (Pensilvania)
Patton es un borough ubicado en el condado de Cambria en el estado estadounidense de Pensilvania. En el año 2000 tenía una población de 4,199 habitantes y una densidad poblacional de 785 personas por km².

## Geografía
Patton se encuentra ubicado en las coordenadas 40°38′4″N 78°39′3″O / 40.63444, -78.65083.

## Demografía
Según la Oficina del Censo en 2000 los ingresos medios por hogar en la localidad eran de $22,546 y los ingresos medios por familia eran $35,473. Los hombres tenían unos ingresos medios de $26,940 frente a los $16,875 para las mujeres. La renta per cápita para la localidad era de $13,851. Alrededor del 14.2% de la población estaba por debajo del umbral de pobreza.